# 무을면
무을면(舞乙面)은 대한민국 경상북도 구미시의 면이다.

## 행정 구역
- 무등리(茂等里)
- 원리(院里)
- 웅곡리(熊谷里)
- 무이리(武夷里)
- 송삼리(松三里)
- 오가리(五佳里)
- 무수리(無愁里)
- 상송리(上松里)
- 안곡리(安谷里)
- 백자리(栢子里)

## 교육
- 무을초등학교 (송삼리)
  - 안곡분교 (폐교) - 안곡지길 11-7 (안곡리)
  - 무곡분교 (폐교) - 상무로 1227-8 (무이리)
- 무을중학교 (무등리)